# Campeonato Europeo de Tenis de Mesa por Equipos de 2025
El XXXIX Campeonato Europeo de Tenis de Mesa por Equipos se celebrará en Zadar (Croacia) entre el 12 y el 19 de octubre de 2025 bajo la organización de la Unión Europea de Tenis de Mesa (ETTU) y la Federación Croata de Tenis de Mesa.